# Believe in yourself
「Believe in yourself」（ビリーブ・イン・ユアセルフ）は、阿部真央の11枚目のシングル。2014年5月21日にポニーキャニオンから発売された。

## 概要
前作「貴方が好きな私/boyfriend」から約1年ぶりとなるシングル。
NHK Eテレ アニメ『ベイビーステップ』のオープニングテーマとして書き下ろされた。通常盤と期間限定アニメ盤があり、収録曲が異なる他、期間限定アニメ盤は描き下ろしジャケット仕様となっている。

## 収録内容

### 通常盤
| 全作詞・作曲: 阿部真央。 |                                |           |            |          |      |
| #                        | タイトル                       | 作詞      | 作曲・編曲 | 編曲     | 時間 |
| 1.                       | 「Believe in yourself」        | 阿部真央  | 阿部真央   | akkin    | 3:52 |
| 2.                       | 「疲れたな」                   | 阿部真央  | 阿部真央   | 阿部真央 | 4:38 |
| 3.                       | 「Believe in yourself」(Inst.) | 阿部真央  | 阿部真央   |          | 3:49 |
| 合計時間:                | 合計時間:                      | 合計時間: | 12:19      |          |      |

### 期間限定アニメ盤
| #         | タイトル                         | 作詞 | 作曲・編曲 | 時間 |
| --------- | -------------------------------- | ---- | ---------- | ---- |
| 1.        | 「Believe in yourself」          |      |            | 3:52 |
| 2.        | 「Believe in yourself」(TV Ver.) |      |            | 1:30 |
| 3.        | 「Believe in yourself」(Inst.)   |      |            | 3:49 |
| 合計時間: | 合計時間:                        | 9:12 |            |      |